# Pinède Marzini
La pinède de Marzini, autrefois également appelée Difesa Marzini, est une vaste et monumentale forêt de pins d'Alep centenaires qui s'étend sur environ 15 km2 sur la côte nord du Gargano, dans la province de Foggia, entre les plages de San Menaio et les contreforts des collines de Vico del Gargano. 

## Description
La pinède, parmi les plus importantes de son espèce en Italie, est inscrite, en raison de ses remarquables caractéristiques morphologiques et génétiques, au Livre national des forêts semencières depuis 1960. Cette pinède est l'une des rares pinèdes italiennes définies comme génétiquement pures, c'est-à-dire un espace où les espèces ont suivi des processus de sélection naturelle, en préservant le patrimoine de ses caractéristiques particulières intactes. 
Elle contient aussi du chêne vert et du maquis méditerranéen.
Elle fait actuellement partie du parc national du Gargano en tant que site d'importance communautaire au sein du réseau Natura 2000

## Historique
Un document datant du 21 mai 1810, témoignant d'un événement judiciaire particulier concernant la défense Marzini, a été trouvé dans les Archives d'État de Naples.
Il s'agit d'un litige, administré par le juge Franchini, entre l'Université de Vico del Gargano (la municipalité, parrainée par Domenico Barillà) et l'ancien seigneur féodal de Vico del Gargano (la princesse de Tarsia et marquise de Vico, Laura Spinelli, parrainé par M. Pietro Coscia) sur les droits sur la défense de Marzini (dans le document appelé difesa di Martino).